# Matalom
Matalom is een gemeente in de Filipijnse provincie Leyte op het eiland Leyte. Bij de laatste census in 2007 had de gemeente ruim 31 duizend inwoners.

## Geografie

### Bestuurlijke indeling
Matalom is onderverdeeld in de volgende 30 barangays:
| - Agbanga - Altavista - Bagong Lipunan - Cahagnaan - Calumpang - Caningag - Caridad Norte - Caridad Sur - Elevado - Esperanza | - Hitoog - Itum - Lowan - Monte Alegre - President Garcia - Punong - San Isidro - San Juan - San Pedro - San Salvador | - San Vicente - Santa Fe - Santa Paz - Santo Niño - Tag-os - Taglibas Imelda - Templanza - Tigbao - Waterloo - Zaragoza |

## Demografie
Matalom had bij de census van 2007 een inwoneraantal van 31.055 mensen. Dit zijn 839 mensen (2,8%) meer dan bij de vorige census van 2000. De gemiddelde jaarlijkse groei komt daarmee uit op 0,38%, hetgeen lager is dan het landelijk jaarlijks gemiddelde over deze periode (2,04%). Vergeleken met de census van 1995 is het aantal mensen met 2.823 (10,0%) toegenomen.

De bevolkingsdichtheid van Matalom was ten tijde van de laatste census, met 31.055 inwoners op 132 km², 235,3 mensen per km².